# 荃景圍體育館

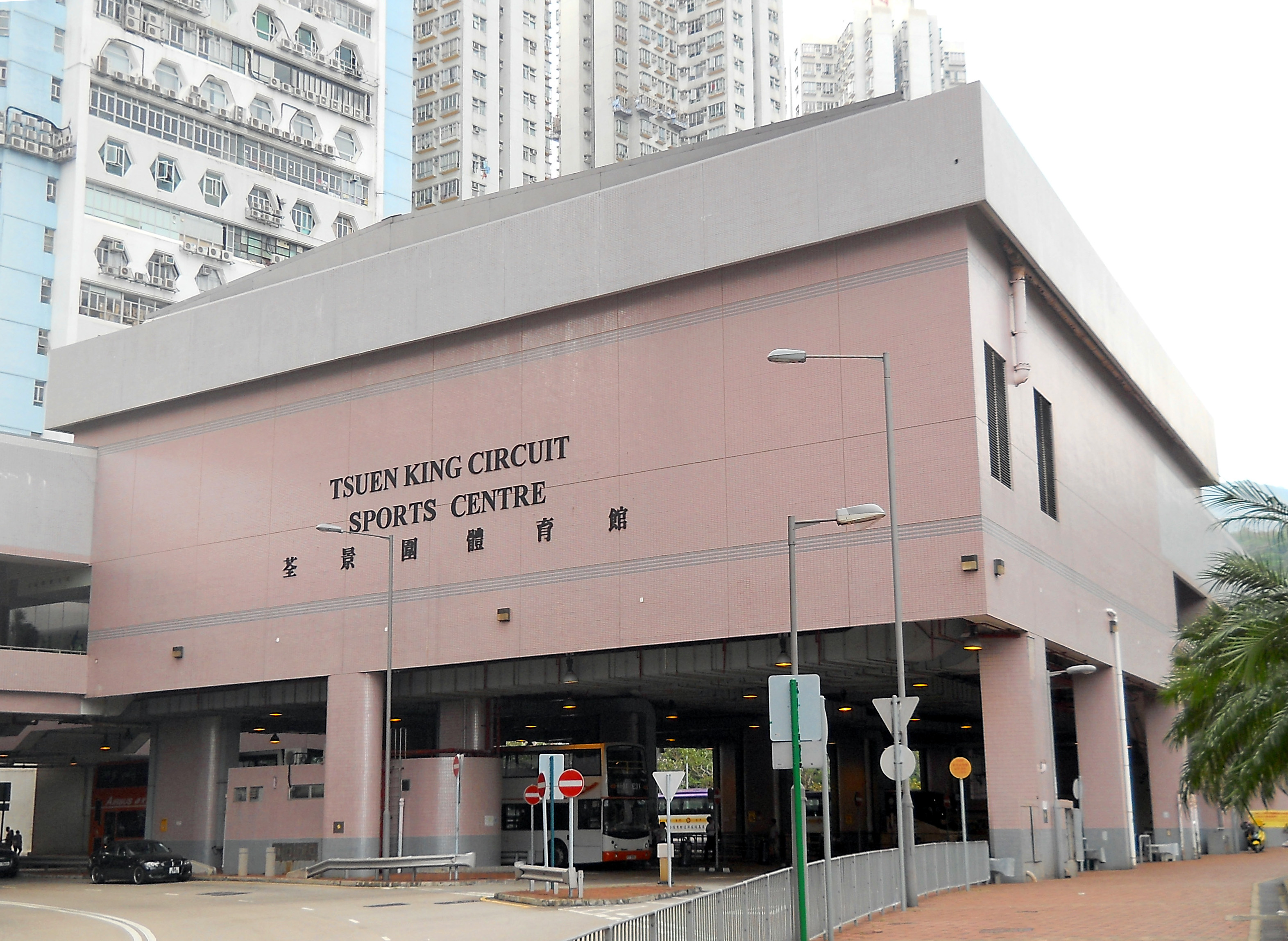
荃景圍體育館

荃景圍體育館（英語：Tsuen King Circuit Sports Centre），位於香港新界荃灣柴灣角美環街38號，是一間由康樂及文化事務署管理的室內體育場館，毗鄰愉景新城、美環街及荃景圍。體育館於1998年7月11日啟用，其壁球場曾於2010年11月1日至2010年12月31日期間暫停開放，以進行翻新工程。

## 簡介

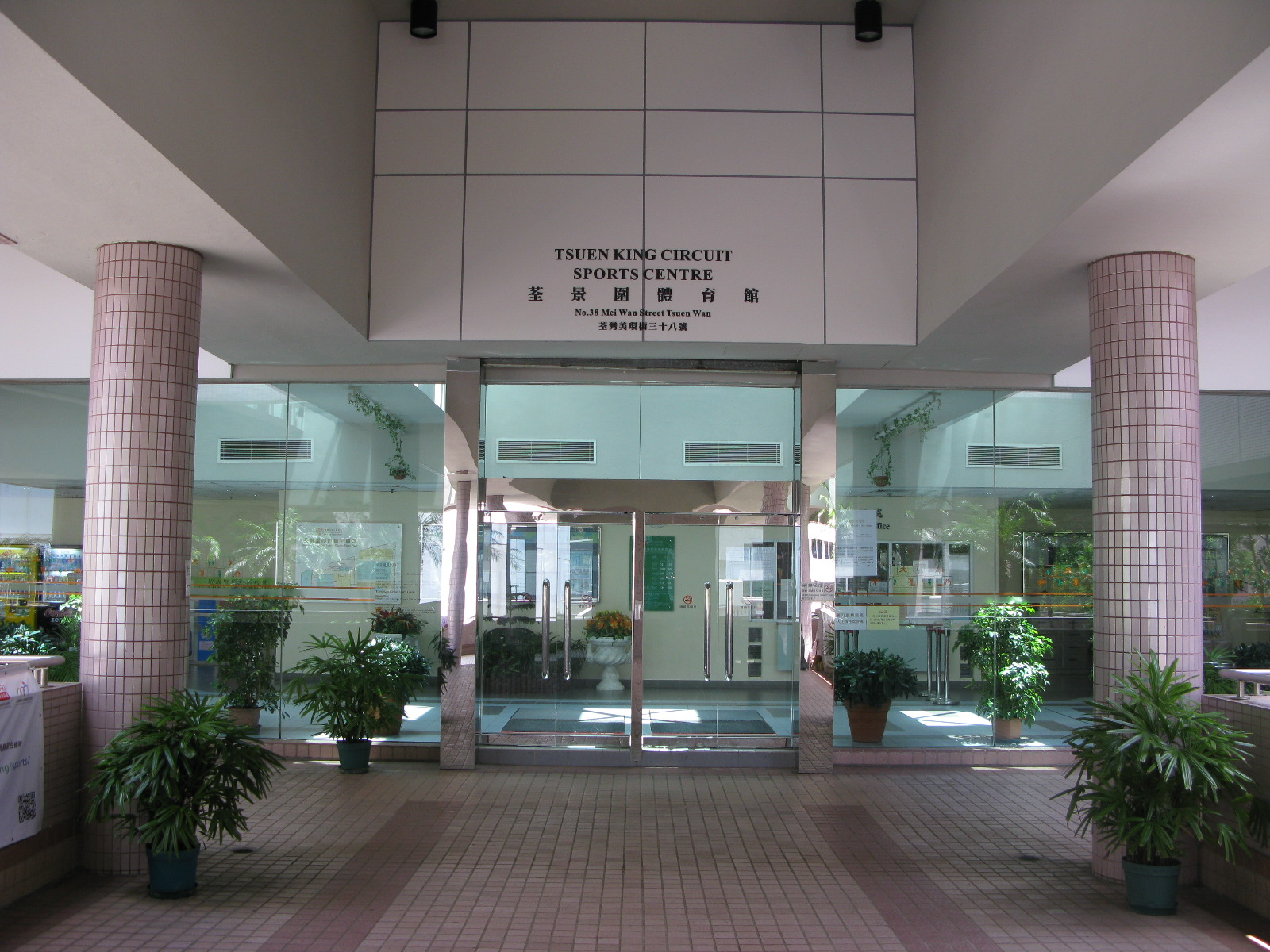
荃景圍體育館正門入口

荃景圍體育館為區內3個室內體育場館中最遲落成啟用的，其餘的蕙荃體育館及荃灣西約體育館分別於1993年12月11日及1997年4月6日啟用。體育館總面積達3700平方米，屬一單層架空式建築，其地下位置為荃灣（愉景新城）巴士總站。體育館內外全面禁煙 。

## 場內設施及設備

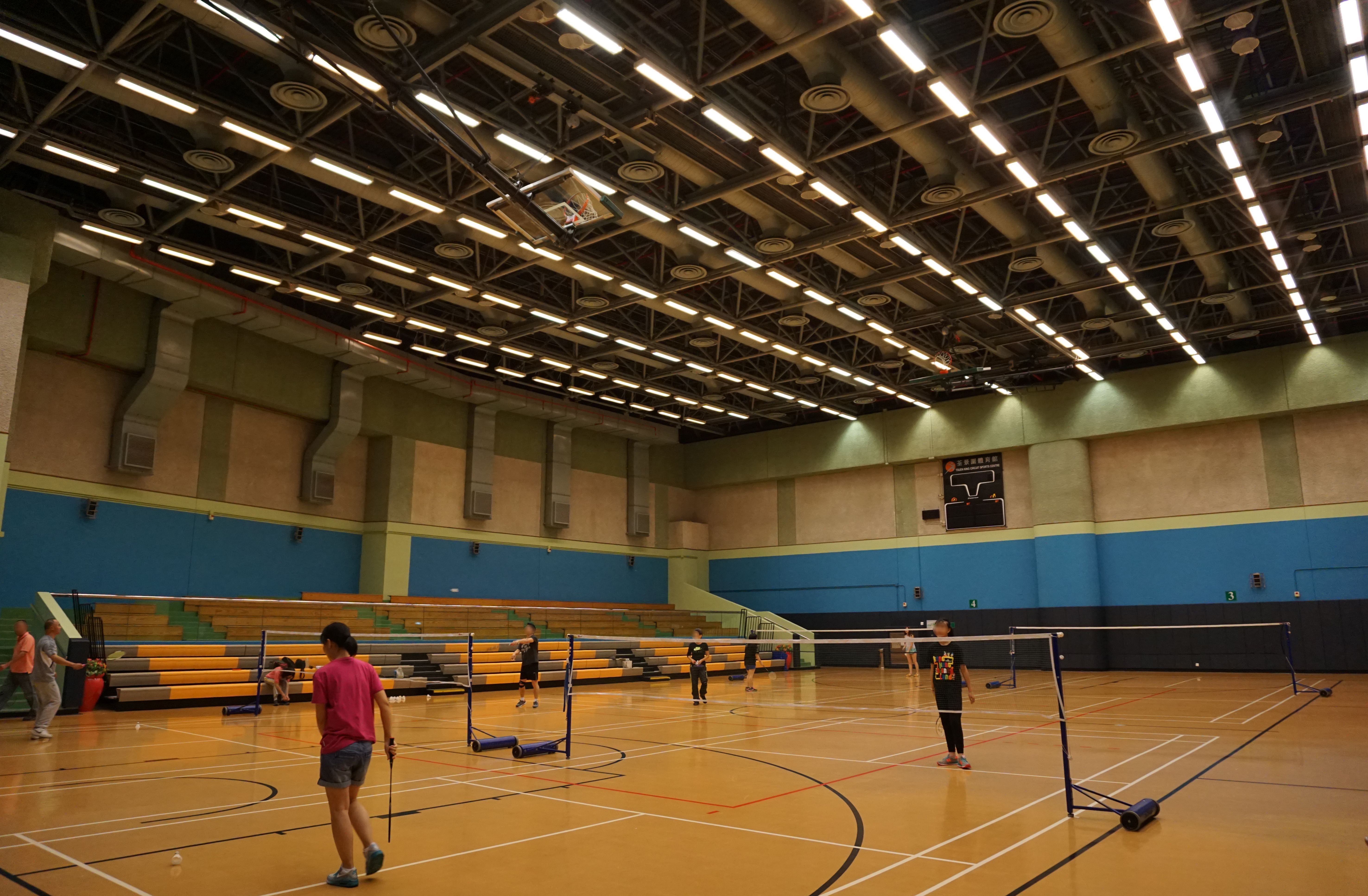
荃景圍體育館主場館

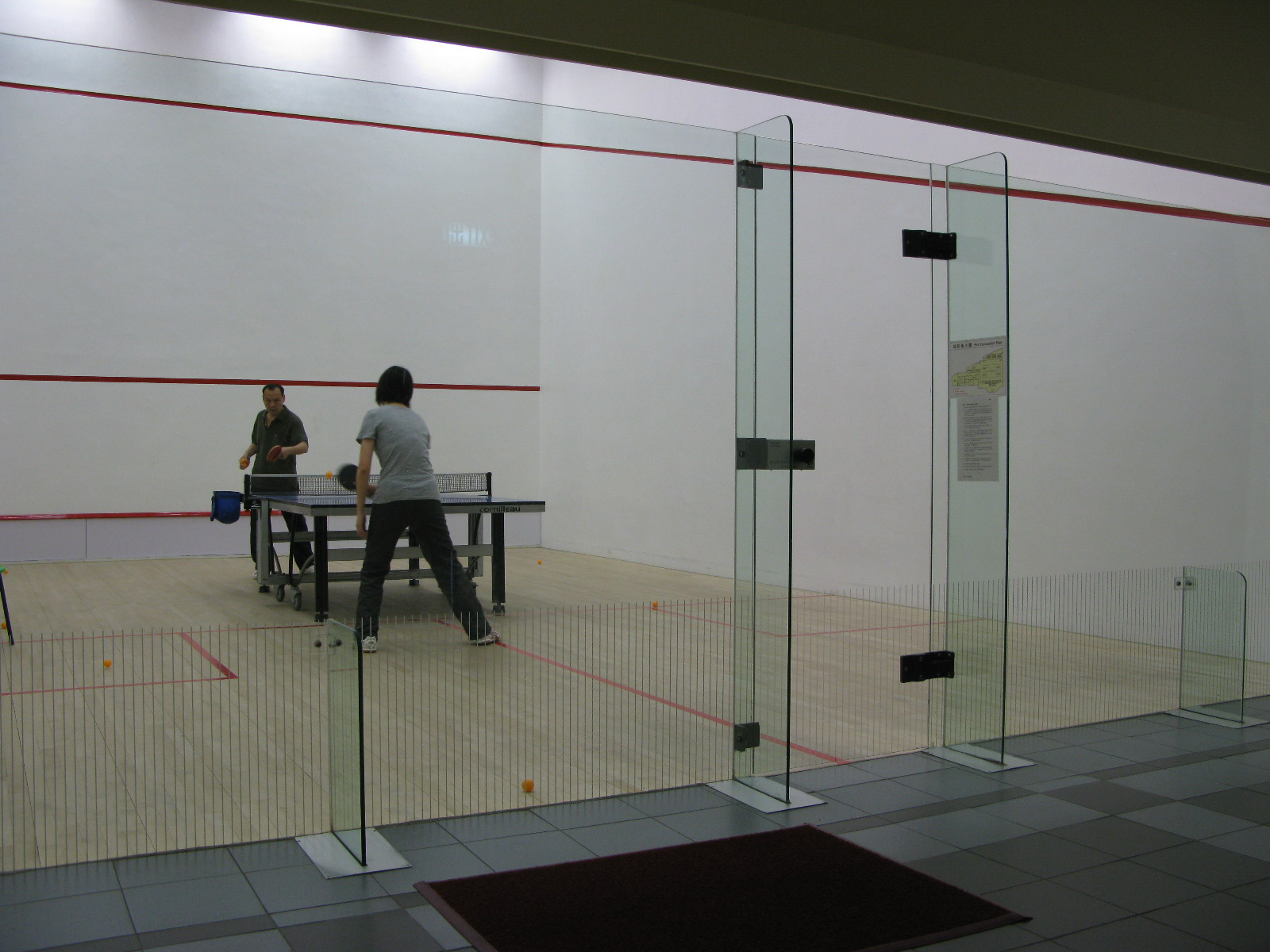
壁球室或乒乓球室

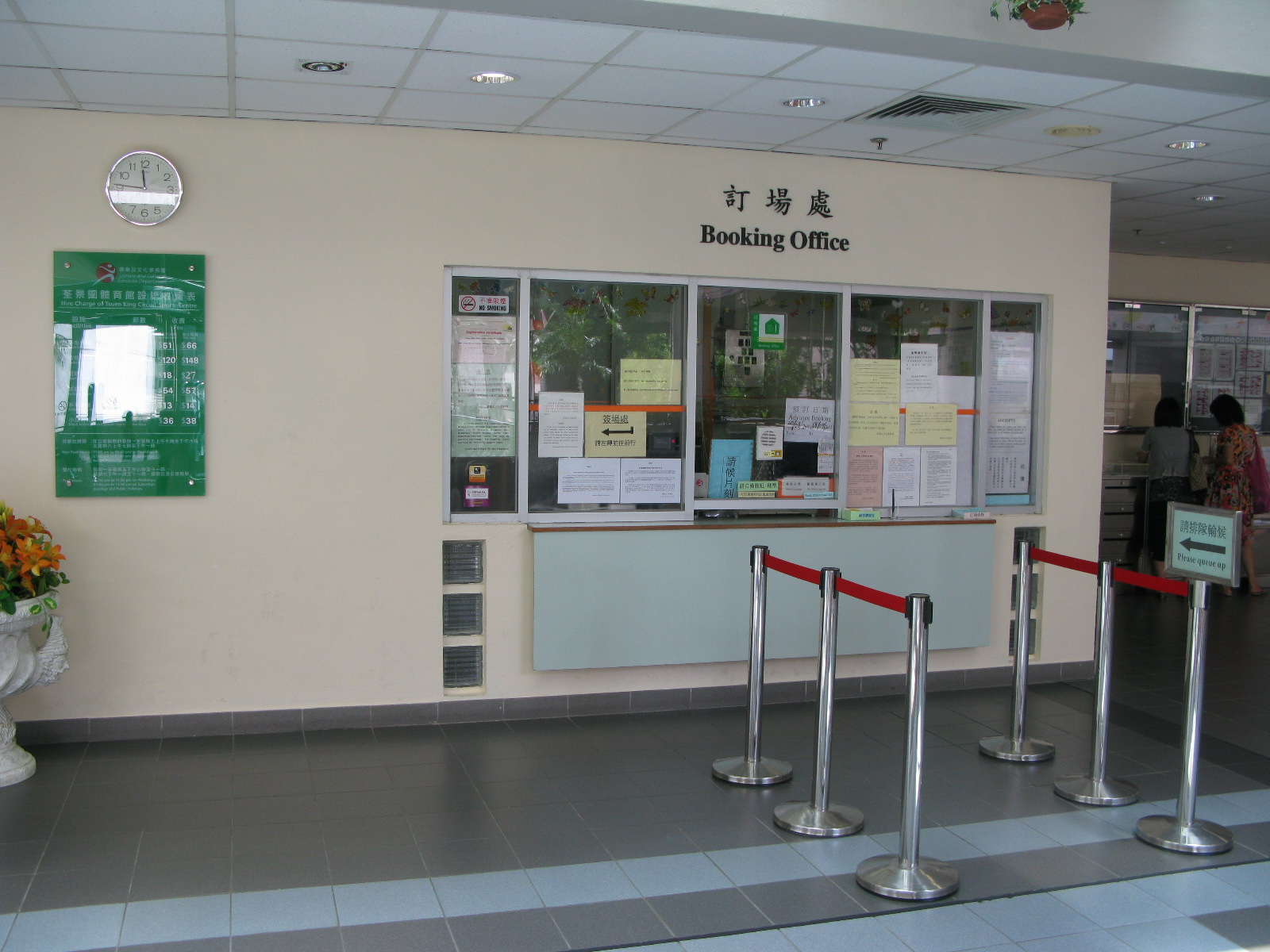
場務辦事處及訂場處

| - 1個場地及場務辦事處 - 1個訂場處（單窗口式） - 1個內附1個籃球場或1個排球場或4個羽毛球場的室內多用途主場館 - 1個面積達100多平方米的多用途活動室 - 2個可作壁球室或乒乓球室的康樂場地（其中1個可兼作多用途活動室） - 1個器材貯物室 | - 1個救護室 - 1個經理室 - 1個控制室 - 1個男洗手間及男更衣室 - 1個女洗手間及女更衣室 - 1部通往地面之升降機 |

## 場外設施

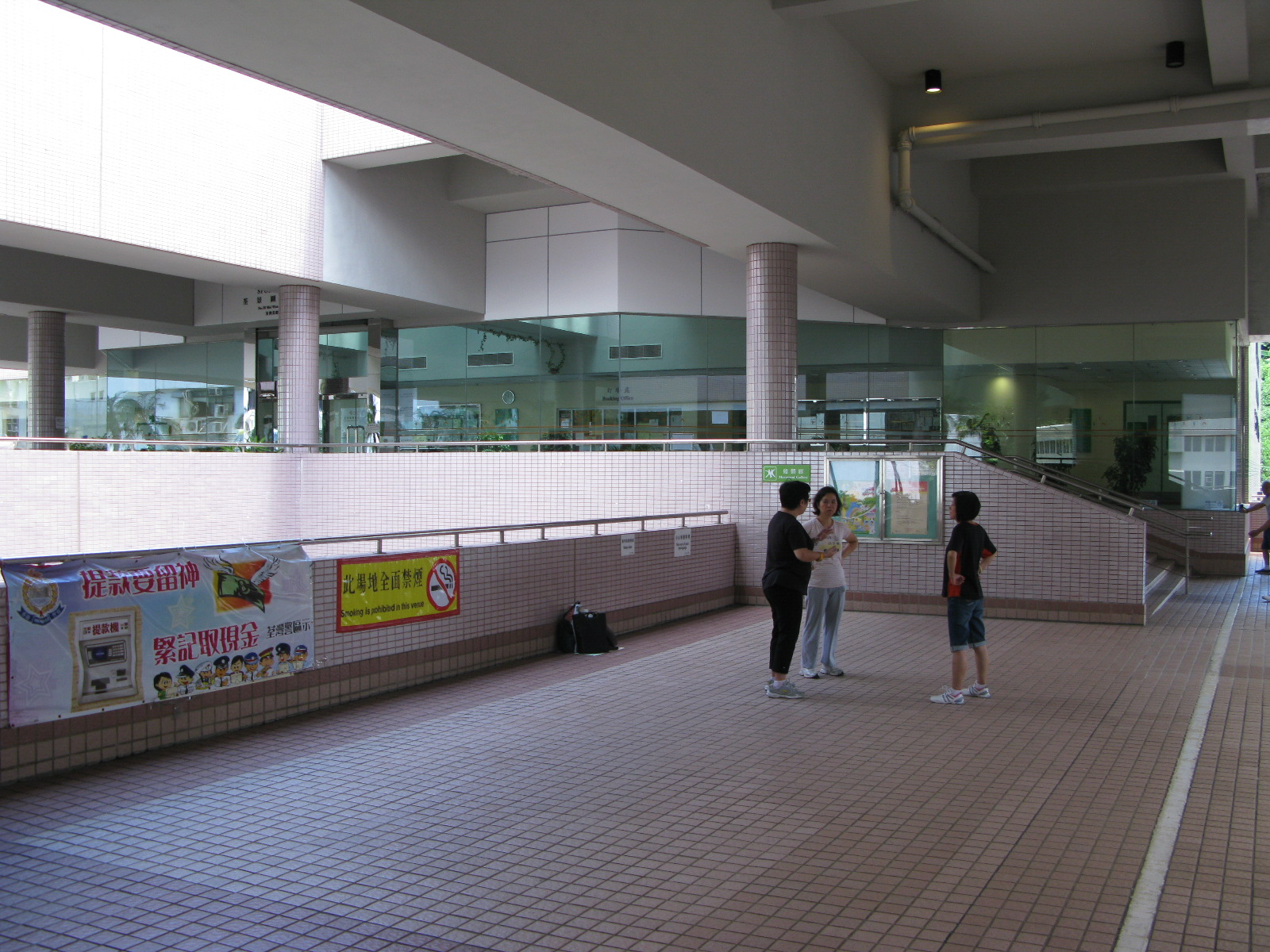
健體廊一角

### 健體廊
體育館外接連愉景新城購物商場的平台，特設一健體廊，以供其他人士享用此空間作康樂活動之用途。平日多見耍太極拳、太極劍及太極扇之人士在此空間進行活動。早上時分亦見一些晨運客在此晨運。由於健體廊屬一公共康樂空間，場地全面禁煙。

## 開放時間
體育館於每日07:00-23:00開放（定期保養日除外；定期保養日為每月第1及第3個星期一，09:00-15:00）健體廊為一公共空間，24小時開放。

## 相片集

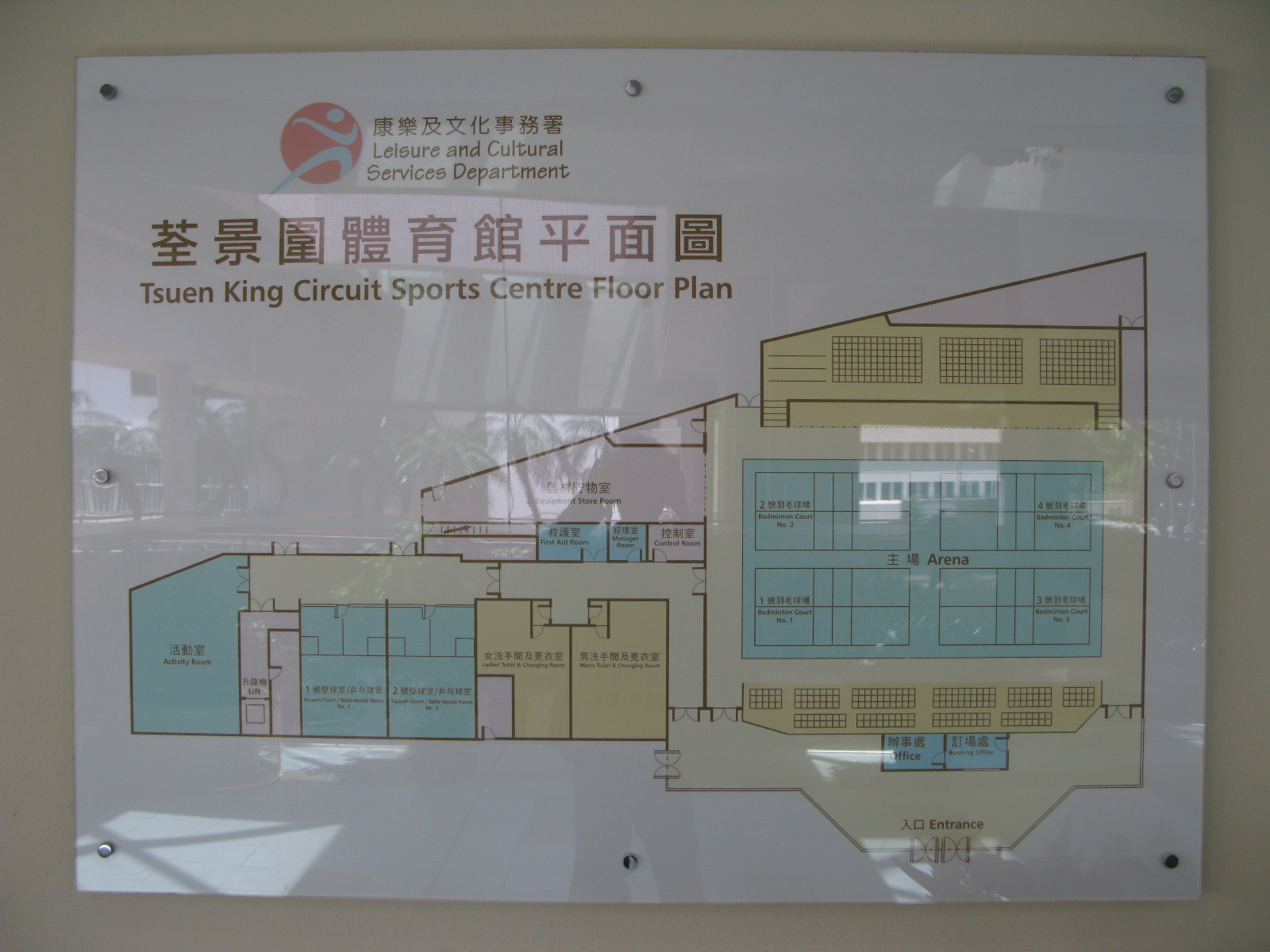
平面圖
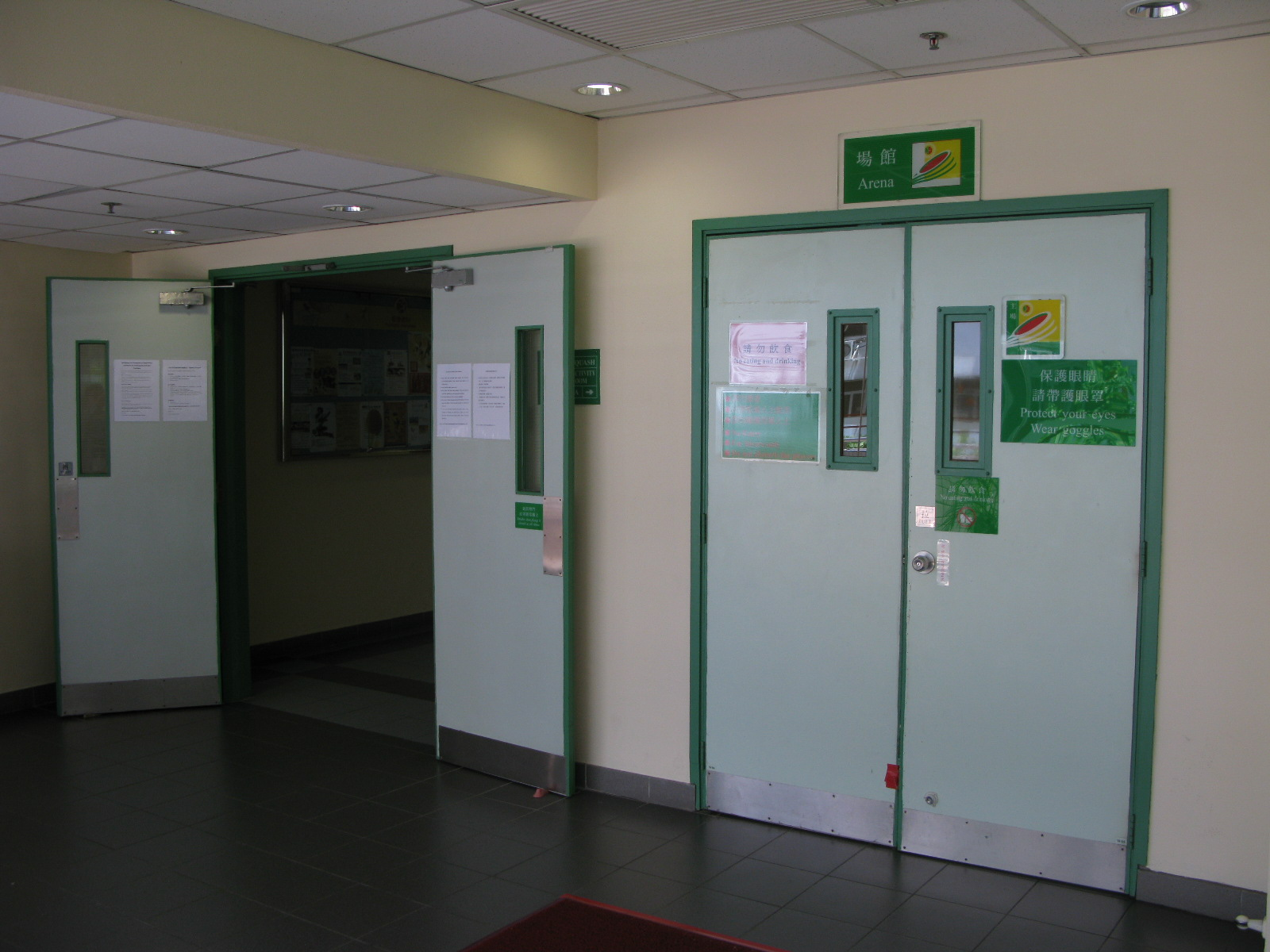
室內多用途主場館

## 鄰近地點
- 美環街
- 愉景新城
- D·PARK愉景新城
- 荃景圍
- 荃景圍花園
- 匯利工業中心

## 外部連結
- 康文署：荃景圍體育館 （页面存档备份，存于）